# 绍洛特瑙克
绍洛特瑙克，是匈牙利巴兰尼亚州所辖的一个村。总面积10.28平方公里，总人口347，人口密度33.8人/平方公里（2011年1月1日）。